# John Zaïbo Jay
Pour les articles homonymes, voir Jay.
John Zaïbo Jay est un animateur télé populaire en Côte d'Ivoire, notamment grâce à son émission humoristique Du coq à l'âne sur La Première (RTI). Il est aussi propriétaire de TAM-TAM TV et « Général prod ».